# Dyminek
Dyminek – wieś w Polsce położona w województwie zachodniopomorskim, w powiecie szczecineckim, w gminie Biały Bór, 1,9 km na wschód od drogi krajowej nr 20 ze Stargard do Gdyni.
W latach 1975–1998 wieś należała do woj. koszalińskiego.